# 埴生村 (富山県)
埴生村（はにうむら）は、かつて富山県西礪波郡にあった村。現在の小矢部市中西部の埴生地区で、地区内には埴生護国八幡宮、倶利伽羅県定公園など、木曾義仲ゆかりの名所・旧跡が多い。

## 沿革
- 1889年（明治22年）4月1日 - 町村制の施行により、礪波郡埴生村、綾子村、石坂村、沼新村、蓮沼村、長村、道林寺村、野端村の区域の一部及び福久新村の区域の一部をもって、礪波郡埴生村が発足する。
- 1896年（明治29年）3月29日 - 郡制の施行のため、礪波郡が分割して、西礪波郡が発足により、西礪波郡に所属となる。
- 1953年（昭和28年）9月10日 - 西礪波郡石動町、宮島村、子撫村、南谷村、埴生村、正得村、松沢村及び荒川村が合併して、西礪波郡石動町が発足する。